# Sara Piffer
Sara Piffer, née le 7 octobre 2005 en Italie et morte le 24 janvier 2025 à Mezzocorona, est une coureuse cycliste active de 2022 à janvier 2025 avec l’équipe Mendelspeck.

## Biographie
Sara Piffer naît le 7 octobre 2005 à Trente en Italie, elle pratique le cyclisme sur route à niveau amateur puis passe professionnelle en début de saison 2024. Le 24 janvier 2025, alors en sortie avec son frère de 17 ans, elle est percutée par un automobiliste à vive allure et succombe de ses blessures sur place.

## Palmarès sur route
- GP de Corridonia en 2024